# Domašov nad Bystřicí
Domašov nad Bystřicí é uma comuna checa localizada na região de Olomouc, distrito de Olomouc.